# Тамагочи
Тамаго́чи (яп. たまごっち тамаготти, нескл.) — игрушка, виртуальный домашний питомец. Идея создания принадлежала компании Bandai — третьему по величине производителю игрушек планеты.

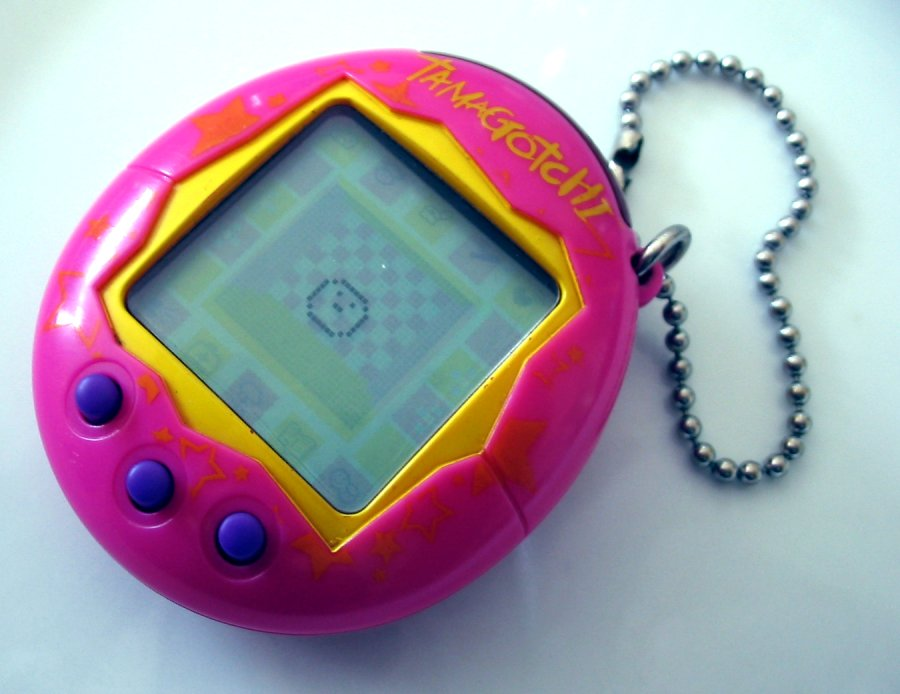
Тамагочи

Слово произошло от двух слов: японского тамаго (яп. たまご, «яйцо») и англицизма уотти (яп. ウォッチ, от «watch» — часы).

## История
Появились тамагочи 23 ноября 1996 года. Изначально это была игра для портативной консоли Game Boy от Nintendo. Картридж был оборудован EEPROM-памятью, маломощным процессором, динамиком и часами. Фактически виртуальный питомец жил сам по себе в это время внутри картриджа. Пока хозяин не подключал его к консоли на протяжении какого-то времени, питомец мог успеть испражниться, заболеть или умереть, о чём сигнализировал встроенный динамик. Само собой, чтобы оказать необходимый уход, нужно иметь при себе Game Boy для взаимодействия с игрой.
Позже был налажен выпуск дешёвых в производстве отдельных модулей, которые сами по себе являлись самодостаточной игрой. Именно такое решение стало особо популярным. Только в первые годы после появления и только официально было произведено более сорока миллионов тамагочи. Помимо официальных, выпускались миллионы экземпляров аналогов и/или подделок, обычно китайского производства. Именно такие экземпляры составляли основную массу тамагочи в России.
Смысл игры заключается в интерактивном наблюдении за жизнью питомца, от вылупления из яйца и до смерти. В первой версии были заложены основы игры: после «детской» стадии питомец вырастал в разных персонажей-подростков, а затем и взрослых, в зависимости от того, насколько хорошо за ним ухаживают. Питомца можно было кормить, играть с ним, следить за его здоровьем, убирать за ним, то есть электронная игрушка напоминала взаимодействие с настоящим существом.
Существуют подделки и аналоги от прочих фирм с тремя, четырьмя, пятью и семью кнопками управления, хотя оригинальным считается управление тремя кнопками.
Осенью 2017 года, по сообщению газеты Daily Mail, в США возвращается в продажу обновлённая версия игрушек тамагочи в шести разных дизайнах корпуса и с шестью разными виртуальными питомцами. Обновлённая версия также по размеру меньше оригинальной, но функциональная часть осталась прежней.

### Tamagotchi ID
В ноябре 2009 года компания производитель Bandai выпустила модель Tamagotchi ID. Tamagotchi ID отличался цветным жидкокристаллическим дисплеем и инфракрасным портом для связи с мобильным телефоном. Это дало возможность загружать в тамагочи игры и приобретать в онлайн-магазинах всё необходимое для своего питомца.
В 2011 году, в честь 15-летнего юбилея, была выпущена версия ID L.

### Tamagotchi P’S
В 2012 году компания Bandai выпустила Tamagotchi P’s. У данной модели, как и у Tamagotchi ID, цветной экран, а также инфракрасный порт. Кроме того, в данной модели появилась возможность подключать так называемые «пирсинги» — подключаемые в специальный порт, расположенный над экраном, модули с дополнительными персонажами и предметами.
- Tamagotchi 4U 2014 год
- Tamagotchi 4U plus 2015 год
- Tamagotchi On (2018 год)

Новая версия игрушки имеет форму яйца, цветной LCD-дисплей диагональю 2,25 дюйма и три кнопки.
Основной сценарий игры остался тот же, но добавились новые возможности для питомцев: ходить в гости друг к другу, жениться и размножаться (до 16 поколений). Игрушка может быть соединена с планшетом или смартфоном при помощи Bluetooth и LTE, благодаря чему «хозяин» может получать подарки и обмениваться персонажами с другими пользователями.